# The Twisted Whiskers Show
The Twisted Whiskers Show is een Amerikaanse komische 3D-animatieserie over huisdieren, gebaseerd op de Twisted Whiskers-wenskaarten van Terrill Bohlar.
De serie werd uitgezonden op de zender The Hub (sinds 2014 gekend als Discovery Family) vanaf 10 oktober 2010 tot 1 december 2010.  De serie liep 1 seizoen en telde 26 afleveringen van twee maal 11 minuten, geproduceerd door American Greetings Properties, DQ Entertainment, MoonScoop LLC, CloudCo, Inc. en Telegael.

## Belangrijkste personages
- Yawp, een pittige kleine puppy.
- Dander, een verwende kat die bevriend is met Yawp en door zijn naïviteit regelmatig in de problemen komt.
- Goosers, een blonde labrador-retriever die loyaal is aan zijn baasje Claude.

## The Twisted Whiskers Showop televisie
- Verenigd Koninkrijk - CBBC
- Nederland - Z@PP, NPO 1, NPO 2, NPO 3
- België - Ketnet, Nickelodeon, Disney XD
- Qatar - Jeem TV
- Azië - Disney Channel, Disney XD
- India - Hungama TV
- Indonesië - Global TV
- Australië - ABC3